# Vilémov (district de Chomutov)
Pour les articles homonymes, voir Vilémov.
Vilémov (en allemand : Willomitz) est une commune du district de Chomutov, dans la région d'Ústí nad Labem, en Tchéquie. Sa population s'élevait à 593 habitants en 2021.

## Géographie
Vilémov se trouve à 20 km au sud-ouest de Chomutov, à 67 km au sud-ouest d'Ústí nad Labem et à 85 km à l'ouest-nord-ouest de Prague.
La commune est limitée par Kadaň et Rokle au nord, par Chbany, Pětipsy et Račetice à l'est, par Veliká Ves au sud et par Radonice à l'ouest.

## Histoire
La première mention écrite du village de Vilémov remonte à 1342.

## Transports
Par la route, Vilémov se trouve à 11 km de Kadaň, à 26 km de Chomutov, à 85 km d'Ústí nad Labem et à 97 km de Prague.